# Georg Freytag (Verlagsbuchhändler)
Georg Freytag (* 23. Februar 1853 in Wöhlsdorf, Kreis Ziegenrück; † 31. Oktober 1932 in Wien) war ein deutsch-österreichischer Buchhändler und Verleger. Er entwickelte seinen Verlag zu einem der bedeutendsten Schulbuchverlage in Österreich-Ungarn.

## Leben und Wirken
Er stammte aus dem Regierungsbezirk Erfurt der preußischen Provinz Sachsen und heiratete die Tochter des Buchhändlers und Verlegers Friedrich Tempsky aus Prag. Sein Schwiegervater war seit 1841 Besitzer der früheren J. G. Calve’schen Buchhandlung. Nach der Heirat mit dessen Tochter stieg Freytag in das Geschäft mit ein. Am 1. Januar 1880 erhielt er die Prokura und zwei Jahre später trat er als Gesellschafter ein. Unter Georg Freytags Namen wurde in Leipzig zu Beginn der 1880er Jahre eine Verlagsniederlassung des Tempsky-Verlages gegründet.
1888 überließ sein Schwiegervater ihm den gesamten Verlag Friedrich Tempsky. Bereits nach wenigen Jahren verlegte Freytag 1903 das gesamte Verlagsgeschäft von Prag nach Wien, nachdem er dort bereits 1888 eine Zweigniederlassung gegründet hatte. Hauptgrund dafür war die Übernahme der Auslieferung der Publikationen der kaiserlichen Akademie der Wissenschaften in Wien.
1907 erfolgte die Umwandlung des Verlags in eine Gesellschaft mit beschränkter Haftung (GmbH).
Der Verleger Robert Hillig war sein Schwiegersohn und stieg mit in das Geschäft ein. Der heutige Schulbuchverlag Hölder-Pichler-Tempsky in Wien ist ein Nachfolgeunternehmen, das an die lange Tradition von Tempsky, Freytag und anderen Verlegern anknüpft.

## Verlagspublikationen (Auswahl)
Wichtigste Unternehmungen des vielseitigen Verlages unter Leitung von Georg Freytag waren Werke von Gindely, P. Sasařik, F. Palacky, Alfred Ludwig („Rigveda“), Sueß („Antlitz der Erde“), Pokorny („Illustrierte Naturgeschichte“), G. Curtius („Griechische Grammatik“), ferner griechische und römische Klassiker und populärwissenschaftliche Sammelwerke wie „Das Wissen der Gegenwart“, „Unser Wissen von der Erde“ u. a.). Besonders bekannt und verbreitet waren auch die Schulbücher, die in der Reihe Freytags Schulausgaben und Hilfsbücher für den deutschen Unterricht erschienen sind.
Als Beispiele für im Verlag Friedrich Tempsky in Wien erschienene Bücher seien folgende genannt:
- Karl Emil Jung: Der Weltteil Australien. 4 Bände, Tempsky, Prag / Freytag, Leipzig 1882–1883
- Karl Emil Jung: Deutsche Kolonien mit besonderer Berücksichtigung der neuesten deutschen Erwerbungen in Westafrika und Australien. 2. vermehrte Auflage. Freytag, Leipzig / Tempsky, Prag 1885.
- Otto Taschenberg: Bilder aus dem Tierleben mit 86 Abbildungen. Leipzig 1885 (Digitalisierte Ausgabe).
- Jakob Krall: Die etruskischen Mumienbinden des Agramer Nationalmuseums. Wien 1892.
- Wilhelm Tomaschek: Die alten Thraker. Eine ethnologische Untersuchung. Wien 1893–1894.
- August Fournier: Der Congress von Châtillon. Die Politik im Kriege von 1814; eine historische Studie. Wien 1900.
- Viktor Uhlig: Bau und Bild der Karpaten. Wien, 1903.
- Wilhelm Gemoll: Griechisch-deutsches Schul- und Handwörterbuch. Tempsky, Wien / Freytag, Leipzig 1908. (Digitalisat)
- Rudolf Latzke: Deutsches Lesebuch für österreichische Mittelschulen. Ausgabe B: Für Gymnasien. Wien 1910.
- Rudolf Latzke: Deutsches Lesebuch für österreichische Mittelschulen. Ausgabe A für Gymnasien und Realgymnasien. Wien 1910.
- Rudolf Latzke: Deutsches Lesebuch für österreichische Mittelschulen. Ausgabe B: Für Realschulen. Wien 1910.
- Rudolf Latzke: Deutsches Lesebuch für österreichische Mittelschulen. Ausgabe D: Für Realschulen, ohne mittelhochdeutsche Texte. Wien 1910.
- Rudolf Latzke: Deutsches Lesebuch für österreichische  Mittelschulen. Ausgabe C: Für Realschulen. Wien 1911. Tempsky.
- Ernst Emanuel von Silva-Tarouca: Unsere Freiland-Nadelhölzer: Anzucht, Pflege und Verwendung aller bekannten in Mitteleuropa im Freien kulturfähigen Nadelhölzer. Wien 1913, doi:10.5962/bhl.title.15412.
- Wilhelm Gemoll: Schulwörterbuch zu Xenophons Anabasis, Hellenika und Memorabilien. 2. Abdruck. Tempsky, Wien / Freytag, Leipzig 1920.